# Mike Epps
Michael Elliot (Mike) Epps (Indianapolis, 18 november 1970) is een Amerikaanse acteur, stand-upcomedian, filmproducent, schrijver en rapper. Hij is vooral bekend voor zijn rol als Day-Day Jones in Next Friday en Friday After Next. Hij was de stem van de Boog in Open Season 2. Hij speelde ook in Resident Evil: Apocalypse en Resident Evil: Extinction als Lloyd Jefferson "L.J." Wade en speelde de rol van Black Doug in The Hangover en The Hangover Part III.